# Mayihe (sockenhuvudort i Kina, Jilin Sheng, lat 41,82, long 127,11)
Mayihe är en sockenhuvudort i Kina. Den ligger i provinsen Jilin, i den nordöstra delen av landet, omkring 280 kilometer sydost om provinshuvudstaden Changchun. Antalet invånare är 4 945. Befolkningen består av 2 360 kvinnor och 2 585 män. Barn under 15 år utgör 11,0 %, vuxna 15-64 år 77 %, och äldre över 65 år 11,0 %.
Runt Mayihe är det ganska tätbefolkat, med 60 invånare per kvadratkilometer. Närmaste större samhälle är Linjiang, 17,1 km väster om Mayihe. I omgivningarna runt Mayihe växer i huvudsak blandskog.
Genomsnittlig årsnederbörd är 1 061 millimeter. Den regnigaste månaden är juli, med i genomsnitt 295 mm nederbörd, och den torraste är januari, med 12 mm nederbörd.